# Немети
Неметите (на латински: Nemetes; Nemeti, на гръцки: Νεμῆται; на немски: Nemeter) са древно германско племе в територията на Рейн между Пфалц и Бодензе.
Тяхната богиня е Неметона. Те се споменават от Цезар в De Bello Gallico (книга VI 25,1). Според Тацит (в Annalen, XII 27) те са помощен народ на римляните. Tехен вожд през 59 пр.н.е. е Ариовист.
Според теория от името на племето немети, идва общото наименование немец за гражданите на Германия (германците).